# Zastępcy sekretarza stanu USA
Zastępca sekretarza stanu USA (ang. United States Deputy Secretary of State) jest odpowiednikiem wiceministra spraw zagranicznych w terminologii europejskiej.
Jeżeli sekretarz stanu umrze, zostanie usunięty lub złoży urząd, jego zastępca zostaje tymczasowym szefem resortu do czasu zatwierdzenia następcy.
Urząd ten został stworzony w roku 1972.

## Lista zastępców sekretarza stanu USA
| Nr | Imię i nazwisko      | Okres urzędowania                   | Urzędujący prezydent       |
| -- | -------------------- | ----------------------------------- | -------------------------- |
| 1  | John N. Irwin II     | 13 lipca 1972 – 1 lutego 1973       | Richard Nixon              |
| 2  | Kenneth Rush         | 2 lutego 1973 – 29 maja 1974        | Richard Nixon              |
| 3  | Robert S. Ingersoll  | 10 lipca 1974 – 31 marca 1976       | Richard Nixon, Gerald Ford |
| 4  | Charles W. Robinson  | 9 kwietnia 1976 – 20 stycznia 1977  | Gerald Ford                |
| 5  | Warren Christopher   | 26 lutego 1977 – 16 stycznia 1981   | Jimmy Carter               |
| 6  | William P. Clark     | 25 lutego 1981 – 9 lutego 1982      | Ronald Reagan              |
| 7  | Walter John Stoessel | 11 lutego 1982 – 22 września 1982   | Ronald Reagan              |
| 8  | Kenneth W. Dam       | 23 września 1982 – 15 czerwca 1985  | Ronald Reagan              |
| 9  | John C. Whitehead    | 9 lipca 1985 – 20 stycznia 1989     | Ronald Reagan              |
| 10 | Lawrence Eagleburger | 20 stycznia 1989 – 19 sierpnia 1992 | George H.W. Bush           |
| 11 | Clifton R. Wharton   | 27 stycznia 1993 – 8 listopada 1993 | Bill Clinton               |
| 12 | Strobe Talbott       | 23 lutego 1994 – 19 stycznia 2001   | Bill Clinton               |
| 13 | Richard Armitage     | 26 marca 2001 – 22 lutego 2005      | George W. Bush             |
| 14 | Robert Zoellick      | 22 lutego 2005 – 7 lipca 2006       | George W. Bush             |
| 15 | John Negroponte      | 13 lutego 2007 – 19 stycznia 2009   | George W. Bush             |
| 16 | James Steinberg      | 28 stycznia 2009 – 28 lipca 2011    | Barack Obama               |
| 17 | William Joseph Burns | 28 lipca 2011 – 3 listopada 2014    | Barack Obama               |
| –  | Wendy Sherman        | 3 listopada 2014 – 9 stycznia 2015  | Barack Obama               |
| 18 | Antony Blinken       | 9 stycznia 2015 – 20 stycznia 2017  | Barack Obama               |
| –  | Thomas A. Shannon    | 1 lutego 2017 – 24 maja 2017        | Donald Trump               |
| 19 | John J. Sullivan     | 24 maja 2017 – 20 grudnia 2019      | Donald Trump               |
| 20 | Stephen Biegun       | 21 grudnia 2019 – 20 stycznia 2021  | Donald Trump               |
| 21 | Wendy Sherman        | 14 kwietnia 2021 – 28 lipca 2023    | Joe Biden                  |
| –  | Victoria Nuland      | 29 lipca 2023 – 12 lutego 2024      | Joe Biden                  |
| 22 | Kurt M. Campbell     | 12 lutego 2024 – 20 stycznia 2025   | Joe Biden                  |
| 23 | Christopher Landau   | 25 marca 2025 –                     | Donald Trump               |